# Han van Etten
Hendrik Willem van Etten (Amsterdam, 2 september 1916 – omstreeks 2004) was een Nederlands nationaalsocialistisch journalist.

## Levensloop
Han van Etten meldde zich als negentienjarige HBS'er aan als lid bij de Nationaal-Socialistische Beweging (NSB). Hij was enige tijd assistent van F.E. Farwerck, de NSB-propagandaleider die destijds voor de NSB een succesvolle verkiezingscampagne had gevoerd. In 1938 volgde hij een jaar lang de Oberprima van een Nationalpolitische Erziehungsanstalt (Napola). Vanaf dat jaar tot 1940 gaf hij drie keer per maand het bulletin Groot-Nederlandsche Berichten uit. Van Etten werkte ook als vaste medewerker mee aan De Waag, weekblad voor rechtse intellectuelen. Vanuit zijn 'volksche' belangstelling werd zijn politieke perspectief geleidelijk radicaler. In 1939 gaf hij zijn lidmaatschap van de NSB op. Het nationaalsocialisme dat hij daar aantrof, trok hem niet meer. Voor hem was het nationaalsocialisme geen partij, maar een levensbeschouwing. Meer heil verwachtte hij van de Nederlandsche SS, waartoe hij als een der eersten toetrad. Daar werd hij al snel bevorderd tot Onderstormleider (de door de Nederlandsche SS ingevoerde vertaling van Untersturmführer) en was hij tot aan zijn dienstneming bij de Waffen-SS eind 1941 plaatsvervangend stafchef. In het begin van 1942 volgde hij als Kriegsberichter in opleiding een SS-training in de opleidingskazerne Lendorf bij Klagenfurt. Hij werd na afloop naar het oostfront gezonden, nabij Amwrosijewka (Амвросіївка).
Van Etten legde zich bij zijn verslaggeverswerk meer toe op het schrijven van beschouwender achtergrondartikelen dan op heet van de naald geschreven gevechtsverslagen, ook omdat men goede achtergrondinformatie over het gebied op prijs stelde. Zijn voorkeur ging echter uit naar verhalen over land en volk, waarin hij zijn historische kennis kon gebruiken. Zo schreef hij in de uitgaven van 25 oktober 1942 van het blad van de Nederlandse SS Storm, (waarvan hij bovendien hoofdredacteur was) uitvoerig over de uitpersing van de boerenstand onder het Sovjetregime, die hij toeschreef aan
het waanzinsysteem, dat ontsproten was aan de joden te Moskou, die in hun nomadenhaat tegen alles wat boer is, den ondergang van het boerendom hadden gezworen.
Vanuit Amwrosijewka schreef hij een artikelenserie onder de titel 'Machines en menschen in de U.S.S.R.'. Boven aan de kopij tikte hij het voorstel de reeks aan De Arbeiderspers in Amsterdam te sturen en de tekst voor te leggen aan SS-Obersturmbannführer W. Montel, chef van de Germanische Leitstelle in Nederland). Twee van de stukken kwamen in Het Volk terecht. In 'Achter de Chinese muur van Stalin's paradijs', dat op 13 juli 1942  verscheen, beklaagde Van Etten het lot van de Russische arbeiders, en in 'Het "paradijs" van arbeiders en boeren', dat acht dagen later werd opgenomen, veegde hij de vloer aan met het systeem van kolchozen en sovchozen.
In augustus 1942 werd Van Etten ziek, ging met verlof naar huis en daarmee kwam een einde aan zijn loopbaan als Kriegsberichter. Eenmaal teruggekeerd en hersteld, vroeg Henk Feldmeijer hem de hoofdredactie van Storm over te nemen van Nico de Haas. Onder Van Ettens leiding zou de oplage van het SS-weekblad omhoog vliegen, maar men riep hem herhaaldelijk ter verantwoording vanwege de politieke relletjes die Storm voortdurend veroorzaakte.
Tezelfdertijd begon Van Etten twijfels te krijgen over de goede afloop van de Tweede Wereldoorlog. Voor hem werd het steeds duidelijker dat zijn ideaal van een Groot-Germaansch Rijk neerkwam op de verwezenlijking van een weliswaar Groot, maar vooral Duits Rijk. Eind juli 1942 knoopte hij voorzichtig betrekkingen aan met de illegaliteit via een oude relatie, M.A. Cageling, ex-Zwart-Fronter en voormalig hoofdredacteur van het blad Onze Vloot. Cageling was destijds adviseur van E. Nieuwenhuis, leider van de Haagse ondergrondse groep Vogel, een onderafdeling van de Geheime Dienst Nederland (GDN). Informatie die Van Etten doorspeelde aan Cageling, kwam in Engeland terecht. De werkzaamheden van de gehele groep Vogel, waarvoor onder andere W.H.M. van den Hout (alias Willem Waterman) en H.A. Seyffardt, zoon van de legioengeneraal, diensten verrichtten, achtte kapitein De Geus, hoofd Bureau Inlichtingen van de GDN, van minimale betekenis.
Op 7 september 1944 ontving Van Etten een brief van Feldmeijer met daarin de opdracht zich opnieuw te melden voor de Kriegsberichter-dienst. Daarop dook Van Etten onder. Op 18 oktober 1944 werd hij gearresteerd door het SS-Sonderkommando Feldmeijer en naar de strafgevangenis Scheveningen gebracht. Uiteindelijk belandde hij in een tuchthuis in Wolfenbüttel bij Braunschweig. Op 11 april 1945 werd hij daar bevrijd door Amerikaanse stoottroepen en korte tijd later zette hij weer voet op Nederlandse bodem, luttele dagen voor de bevrijding.
Na de oorlog zette Van Etten een kledingfabriek op, met wisselend succes.
 Portaal: Fascisme en nationaalsocialisme in Nederland · Fascisme · Nationaalsocialisme